# Санкт-Андре-Хёх
Санкт-Андре-Хёх (нем. Sankt Andrä-Höch) — коммуна (нем. Gemeinde) в Австрии, в федеральной земле Штирия. 
Входит в состав округа Лайбниц. Население составляет 1794 человека (на 31 декабря 2005 года). Занимает площадь 20,6 км². Официальный код  —  61030.